# Александър Вертински
Александър Николаевич Вертински (на руски: Александр Николаевич Вертинский) е руски певец, автор на песни и актьор.

## Биография
Александър Вертински е роден на 20 март 1889 година (8 март стар стил) в Киев. Започва да публикува театрална критика и разкази в местния печат. През 1913 година се премества в Москва с намерение да се занимава с литература. Там той работи в различни театри и дебютира в киното с второстепенна роля във филма „Обрыв“. След началото на Първата световна война се записва като доброволец и работи като санитар до началото на 1915 година, когато е ранен и се връща в Москва.
През 1915 година Вертински дебютира като вариететен актьор и през следващите няколко години придобива широка популярност. През 1920 година, в края на Гражданската война, той напуска страната, живее известно време в Румъния, Полша и Германия и през 1925 година се установява в Париж. Там той създава най-известните си песни. През 1933 година той изнася поредица концерти в Ливан и Палестина, а през следващата година предприема продължително турне в Съединените щати, откъдето заминава за Китай.
Началото на Втората китайско-японска война през 1937 година заварва Вертински в Китай. Той изпада в тежко материално положение и не може да напусне страната. През следващите години той прави опити да се върне в Русия и през 1943 година получава разрешение за това. До края на живота си продължава да изнася множество концерти.
Александър Вертински умира на 21 май 1957 година в Ленинград.